# Tragopan satyra
Tragopan satyra este un fazan găsit în zona Himalaya din India, Tibet, Nepal și Bhutan. Locuiesc în păduri umede de stejar și rododendron, cu tufe dense și pâlcuri de bambus. Arealul lor de răspândire este de la 2400 la 4200 de metri vara și 1800 de metri iarna.